# Момо, Джозеф Сайду
Джозеф Сайду Момо (англ. Joseph Saidu Momoh; 26 января 1937 — 3 августа 2003) — государственный и военный деятель Сьерра-Леоне, президент Сьерра-Леоне в 1985—1992 годах.
Родился в семье, принадлежавшей к народу лимба. Поступив на военную службу, дослужился до генерал-майора, когда в 1985 году президент Сиака Стивенс, также лимба, выбрал его в качестве своего преемника. После того, как кандидатура Момо была в условиях однопартийного государства, одобрена на всенародном референдуме, Момо сменил Стивенса на постах президента страны и руководителя единственной разрешённой партии Всенародный конгресс. 
Правительство Момо быстро столкнулось с серьёзными экономическими трудностями и сильным ростом коррупции. Отсутствие средств на закупку нефти и газа привело к масштабным отключениям электричества во всей стране на период до нескольких месяцев. 
В 1991 году действовавший при поддержке либерийской оппозиции Объединённый революционный фронт развязал гражданскую войну. Момо в сентябре того же года принял новую конституцию, вводившую многопартийность. 
Однако попытка увеличить численность вооружённых сил привела к нехватке средств на выплату жалования. В 1992 году группа молодых офицеров во главе с 25-летним Валентином Страссером и Яхья Кану свергла объявили по радио о военном перевороте. Момо, который бежал в Гвинею, где и скончался.

## Изгнание и смерть
Момо получил политическое убежище в соседней Гвинее от президента Лансаны Конте. Он поселился в особняке в Нонго Тади, Конакри. Момо умер 2 августа 2003 года в возрасте 66 лет, последние годы жизни Момо провёл в качестве гостя военного правительства Гвинеи. По иронии судьбы, Фодей Санко умер несколькими днями ранее.